# フォート・カバゾス

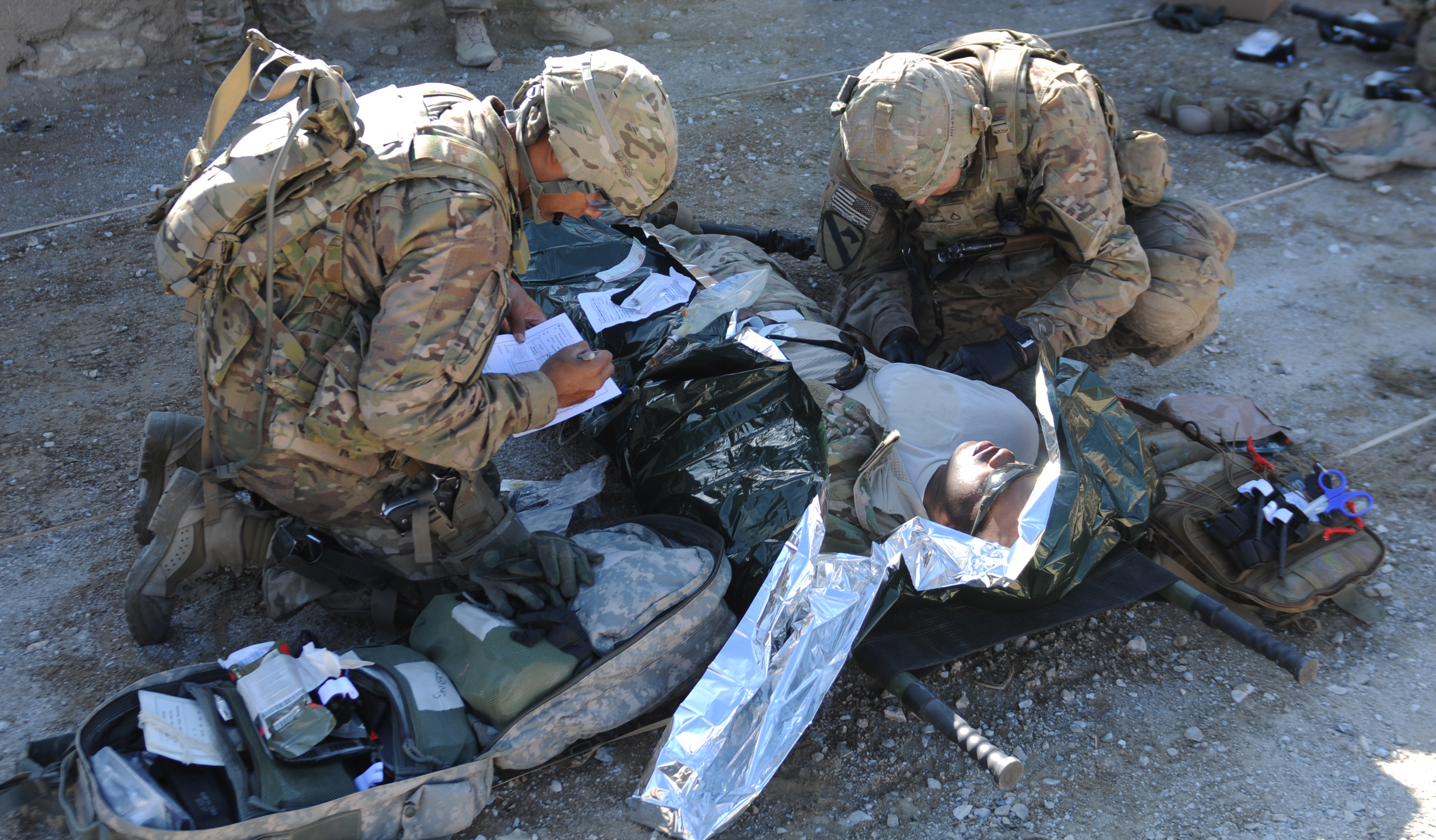
訓練風景

フォート・カバゾス（英: Fort Cavazos）は、アメリカ合衆国テキサス州中部の都市キリーンに所在するアメリカ陸軍の基地。第3軍団、第1騎兵師団などの駐屯地となっている。敷地は880平方キロメートルあり、5万人以上が勤務するアメリカ陸軍の基地としては最大の規模である。座標は、北緯31度08分 西経97度47分 / 北緯31.13度 西経97.78度。
2023年5月9日、奴隷制度を支持していた南軍の将軍ジョン・ベル・フッドに由来する名前だったため、フォート・フッド（英: Fort Hood）から改名された。カバゾスは、朝鮮戦争で活躍しラテン系初の4つ星将軍となったリチャード・エドワード・カバゾスに由来する。

## 牛
フォート・カバゾスには約4000頭の牛がいる。もともとキリーンの大部分は牧場であり大規模な放牧が行われていた。しかし朝鮮戦争時に基地を拡張することが急務となり、陸軍と地元の牧畜農家が相談した結果の折衷案としてこうなってしまった。軍の訓練、とくに重火器を用いる演習では牛を傷つけないために細心の注意が払われ、また牛が兵士を攻撃するという事例も報告されておらず特に大きな問題にはなっていない。

## 事件
- 2009年11月には、少佐が銃を乱射し、米兵13名が死亡、30名が負傷する事件が起きた[3]。
- 2014年4月2日には、兵士が拳銃を乱射、3人を射殺、16人を負傷させ自殺する事件が起きた[4]。